# Fratura de esterno
Uma fratura esternal ou fratura do esterno é uma fratura do esterno, localizada no centro do tórax. A lesão, que ocorre em 5–8% das pessoas que sofrem trauma torácico contuso significativo, pode ocorrer em acidentes de veículos, quando o tórax ainda em movimento atinge o volante ou painel ou é ferido pelo cinto de segurança. A ressuscitação cardiopulmonar (RCP) também é conhecida por causar lesões torácicas, incluindo fraturas de esterno e costelas . As fraturas do esterno também podem ocorrer como fratura patológica, em pessoas que apresentam enfraquecimento do osso do esterno, devido a outro processo de doença. A fratura do esterno pode interferir na respiração, tornando-a mais dolorosa; no entanto, seu significado principal é que pode indicar a presença de lesões internas graves associadas, especialmente no coração e nos pulmões.

## Sintomas
Os sinais e sintomas incluem crepitação (um som de trituração produzido quando as pontas de um osso quebrado se esfregam), dor, sensibilidade, hematomas e inchaço no local da fratura. A fratura pode se mover visivelmente quando a pessoa respira e pode ser dobrada ou deformada, formando potencialmente um "degrau" na junção das extremidades do osso quebrado que é detectável pela palpação. Lesões associadas, como as do coração, podem causar sintomas como anormalidades observadas em eletrocardiogramas.
As partes superior e média do esterno são as que têm maior probabilidade de fraturar, mas a maioria das fraturas esternais ocorre abaixo do ângulo de Louis.

### Lesões associadas
Devido à alta frequência de lesões associadas, os médicos são ensinados a suspeitar que um paciente apresenta múltiplas lesões graves se houver fratura esternal. A fratura do esterno está comumente associada a lesões cardíacas e pulmonares; se uma pessoa for ferida com força suficiente para fraturar o esterno, é provável que ocorram lesões como contusões miocárdicas e pulmonares. Outras lesões associadas que podem ocorrer incluem danos aos vasos sanguíneos do tórax, ruptura miocárdica, lesões na cabeça e abdominais, tórax instável, e fratura vertebral.
As fraturas do esterno também podem acompanhar fraturas de costelas e são lesões de alta energia o suficiente para causar rupturas brônquicas (rupturas dos bronquíolos ). Eles podem dificultar a respiração. Devido às lesões associadas, a taxa de mortalidade de pessoas com fratura do esterno é elevada, estimada em 25–45%. Porém, quando as fraturas do esterno ocorrem isoladamente, seu resultado é bom.

## Causas

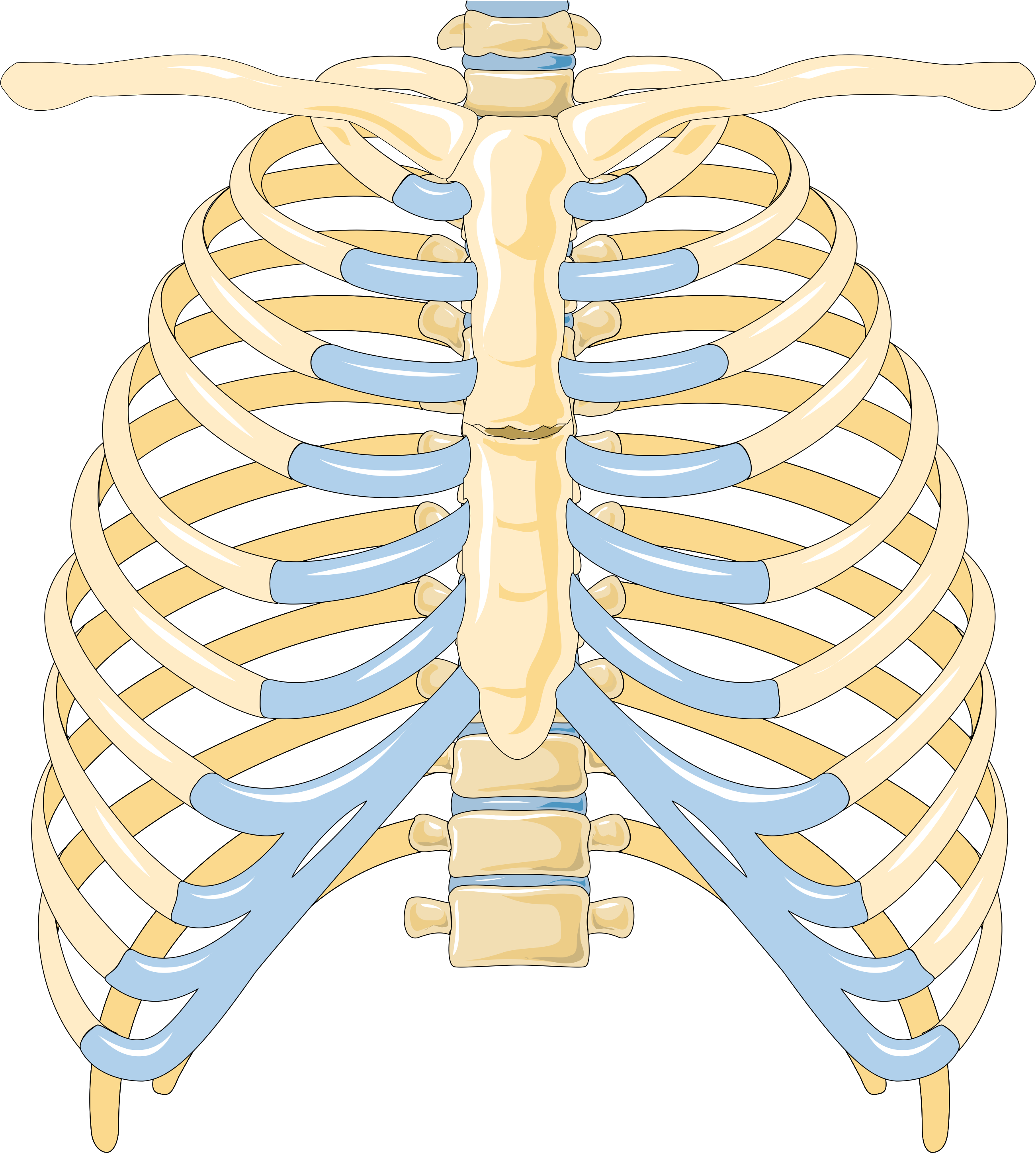
Ilustração mostrando fratura esternal entre as costelas 3 e 4

Colisões de veículos são a causa comum de fratura do esterno; estima-se que a lesão ocorra em cerca de 3% dos acidentes automobilísticos. O peito de um motorista que não usa cinto de segurança pode bater no volante, e o componente do ombro do cinto de segurança pode ferir o peito se for usado sem o componente abdominal. Era bastante comum que o esterno fosse lesionado pelo cinto de segurança e fosse incluído na 'síndrome do cinto de segurança', um padrão de lesões causadas por cintos de segurança em acidentes automobilísticos.
A lesão também pode ocorrer quando o tórax flexiona repentinamente, na ausência de impacto. No caso de lesão sofrida durante a RCP, as lesões mais comuns sofridas são as fraturas de costelas, com a literatura sugerindo uma incidência entre 13% e 97%, e as fraturas do esterno, com incidência entre 1% e 43%.

## Diagnóstico

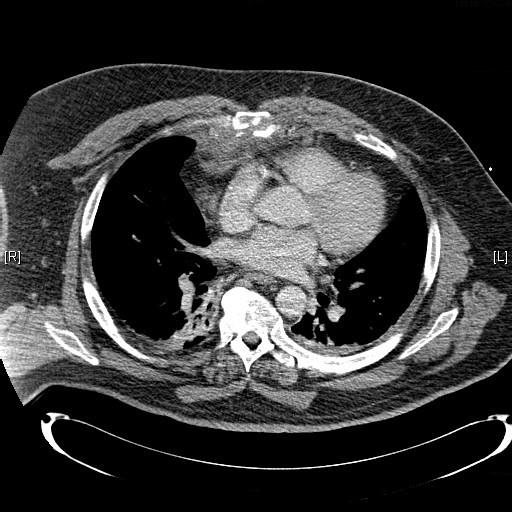
Tomografia computadorizada mostrando fratura esternal cominutiva.

As radiografias do tórax são realizadas em pessoas com trauma torácico e sintomas de fraturas do esterno, e podem ser seguidas por tomografia computadorizada. Como as radiografias tiradas de frente podem não detectar a lesão, elas também são tiradas de lado.

## Tratamento
O manejo envolve o tratamento de lesões associadas; pessoas com fraturas do esterno, mas sem outras lesões, não precisam ser hospitalizadas. Entretanto, como é comum que lesões cardíacas acompanhem a fratura do esterno, a função cardíaca é monitorada com eletrocardiograma. Fraturas muito dolorosas ou extremamente deslocadas podem ser operadas para fixar os fragmentos ósseos no lugar, mas na maioria dos casos o tratamento consiste principalmente na redução da dor e na limitação dos movimentos. A fratura pode interferir na respiração, necessitando de intubação traqueal e ventilação mecânica.

## História
Em 1864, E. Guilt publicou um manual registrando as fraturas do esterno como uma lesão rara encontrada em traumas graves. A lesão tornou-se mais comum com a introdução e ampla utilização dos automóveis e o subsequente aumento dos acidentes de trânsito. Um aumento nas fraturas do esterno também foi observado com um aumento na frequência de leis que exigem o uso de cintos de segurança.